# 岡部宿内野本陣史跡広場
岡部宿内野本陣史跡広場（おかべしゅくうちのほんじんしせきひろば）は静岡県藤枝市岡部町の旧東海道岡部宿にある江戸時代の本陣跡地。「岡部宿本陣址」として藤枝市の史跡に指定されており、隣接する国の登録有形文化財の大旅籠柏屋とともに史跡公園になっている。

## 概要
岡部宿は品川宿から数えて21番目に位置する東海道の宿場町で、道中屈指の難所である宇津ノ谷峠を静岡市（丸子宿）側から越えると最初に到達する宿である。本宿（岡部）と加宿（内谷）からなり、江戸時代後期の1843年（天保14年）の記録では、戸数487軒、人口2322人を数え、2軒の本陣を中心に商家や宿屋が立ち並び栄えていたという。
内野家は、元禄年間（1688年-1704年）に本陣職を命じられ、明治時代に宿場制度が廃止されるまで180年に渡り大名や旗本たちへの宿を提供した。跡地は旧岡部町時代の1973年（昭和48年）に町指定史跡「岡部宿本陣址」となった。
藤枝市は、東海道の歴史・文化を観光資源として活用することを目的に、2011年（平成23年）から2015年（平成27年）にかけて「岡部宿内野本陣史跡整備事業」を実施し本陣跡周辺を公園化した。表御門と塀を復元して大旅籠柏屋との調和を図り、内部の本陣建物跡を芝や板材で平面的に表示し、本陣建物を紹介しつつイベント広場などに活用できるようにしている。このほか、物産館や食事処などがある。

## 日本遺産
2020年（令和2年）6月19日、岡部宿本陣址は、岡部宿およびその周辺の文化財群である「坂下地蔵堂」「蘿径記碑（らけいきひ）」「十石坂観音堂」「大旅籠柏屋」「東海道松並木（内谷地区）」とともに、文化庁が認定する日本遺産『日本初「旅ブーム」を起こした弥次さん喜多さん、駿州の旅～滑稽本と浮世絵が描く東海道旅のガイドブック（道中記）～』の構成文化財の一つとして認定された。

## 営業情報

### アクセス
- 東名高速道路焼津インターチェンジから車で約15分
- 新東名高速道路藤枝岡部インターチェンジから車で約10分
- しずてつジャストライン（84・85）中部国道線「岡部宿柏屋前」停留所下車。（JR東海道線藤枝駅から新静岡行バスで約30分。東海道新幹線・JR東海道線静岡駅から84藤枝駅前行、85岡部営業所行バスで約41分。）
- 駐車場 : あり（普通車30台・バス2台）

### 料金・開館時間
- 料金 : 無料（大旅籠柏屋は有料）
- 開館 : 9時 - 17時
- 休館 : 月曜日・年末年始[5]